# Скопасій (скіф)
Скопасій (грец. Σκώπασις) — представник правлячої династії скіфів, один із царів, відомий із опису Геродотом подій скіфського походу Дарія Великого, що відбувся у 514–512 рр. до н. е.
За Геродотом (Історія, IV, 120) під приводом Скопасія знаходилася наймобільніша частина війська — зведенний скіфо-савроматський загін, головним завданням якого було відтягнення армії персів якмога далі від стратегічно важливого для персів дунайського мосту. Можна припустити, що загін Скопасія, будучи найбільш організованою та мобільною частиною скіфського війська, виконував функцію «правого крила» (авхати?) — постійного війська, характерної риси «військової організації триадного типу», що була дуже поширена в державних утвореннях кочовиків. Ймовірний наступник Іданфірса/Ідантура.

## Скопасій в повідомлені Геродота (Історія, IV).[4]
- 120. «…До однієї частини, на чолі якої був цар Скопасій, приєднаються савромати. Отже, вони, якщо проти них підуть перси, відступатимуть і поволі попрямують До ріки Танаїда вздовж Маєтідського озера, а коли перси почнуть відступати, нападатимуть на них і переслідуватимуть їх. Це була одна частина царського війська, для якої було визначено такий шлях, як я сказав…»[5]

- 128. «…ту частину війська, якій вони призначили з'єднатися з савроматами і яку очолював Скопасій, вони послали до іонійців, що охороняли міст на Істрі, і доручили йому почати переговори з ними…»[6]